# Glenn Weiss
Glenn Weiss (6 settembre 1961) è un regista televisivo e produttore televisivo statunitense, vincitore di 14 Emmy Awards e 8 Directors Guild of America.

## Biografia
Di origine ebraica si laurea nel 1983 presso l'Università del Maryland. Assunto dalla CNN debutta alla regia con l'ideazione del programma America's Most Wanted, per poi proseguire la sua esperienza televisiva, dirigendo i principali eventi televisivi statunitensi.

## Vita privata
Nel 2018 Weiss propose alla fidanzata una richiesta di matrimonio, in diretta nazionale durante la premiazione degli Emmy Awards.